# 3 Days to Kill
3 Days to Kill is een Frans-Amerikaanse actie-thriller uit 2014 onder regie van McG. De film is gemodelleerd naar een verhaal van Luc Besson en heeft Kevin Costner, Amber Heard, Hailee Steinfeld en Connie Nielsen in de hoofdrollen.

## Verhaal
CIA-agent Ethan Renner zit De Albino op de hielen, in de hoop om via hem uiteindelijk tot De Wolf te komen, een gezochte wapenhandelaar. De Albino is een gevaarlijke crimineel en blaast het hotel op waar hij verblijft, nadat een CIA-agente in vermomming door de mand valt. Het lukt Ethan om De Albino in zijn been te schieten, maar hij ontkomt alsnog vanwege een black-out van Ethan. Een huurmoordenares van de CIA is ook ingehuurd om De Wolf te traceren. Ze analyseert het incident en concludeert dat Ethan, zonder het te weten, De Wolf heeft gezien.
Nadat hij ontwaakt, wordt Ethan geïnformeerd dat hij Glioblastoom heeft en dat het reeds is uitgezaaid naar zijn longen; hij heeft nog enkele maanden te leven. Omdat hij zijn carrière altijd op de eerste plaats kwam en bovendien geheim gehouden moest worden, is hij door de jaren heen vervreemd geraakt van zijn ex-vrouw Christine en 16-jarige dochter Zoey. Hij reist af naar Parijs, waar zij wonen, in de hoop om de banden te versterken voordat hij overlijdt. Zijn appartement in Parijs blijkt te zijn gekraakt door de familie van Jules, en hij mag hen er niet uitzetten tot na de winter. Nadat hij Christine vertelt over zijn medische situatie, krijgt hij toestemming om drie dagen met Zoey door te brengen terwijl zij zelf op zakenreis gaat naar Londen.
Al vrij snel wordt Ethan opgespoord door Vivi en gerekruteerd om De Wolf op te sporen en te doden. In ruil daarvoor krijgt hij een experimentele drug waarmee hij een overlevingskans maakt. De bijeffecten zijn wel hevig en beperken zich niet alleen tot hallucinatie. Ethan hoopt om tot De Wolf te komen door via de limousinechauffeur te kidnappen, tot De Wolfs accountant te komen, en via De Albino hem uiteindelijk te bereiken. Ondertussen moet hij omgaan met het pubergedrag van Zoey: zij liegt in vrijwel elke situatie om tot diep in de nacht op doordeweekse avonden te feesten in Parijse undergroundclubs. Bovendien is ze verliefd op haar klasgenoot Hugh en heeft ze het Ethan nooit vergeven voor zijn afwezigheid tijdens haar opvoeding. Als hij haar op een nacht redt in een club uit de handen van een groep hormonale jongens, begint langzamerhand zijn band met haar te versterken. Dit laat een indruk achter op Christine, die Ethan een tweede kans geeft.
Ethan traceert uiteindelijk De Albino en De Wolf in een metrostation, maar door zijn hallucinaties krijgen de criminelen de overhand. Hij ontkomt maar net uit de armen van De Albino, die door een passerende wagon wordt getroffen. De Wolf ontsnapt, maar Ethan komt hem later tegen op een formeel feest georganiseerd door de ouders van Hugh. De Wolf blijkt een zakenpartner van Hughs vader te zijn, en probeert Ethan te vermoorden tijdens deze avond. Zoey bevindt zich op dat moment in een geheime kamer om intiem te worden met Hugh. Na een schietpartij maakt De Wolf een grote val in een liftschacht, waarbij hij ernstig gewond raakt en zijn benen breekt. Hij kruipt naar zijn pistool om Ethan dood te schieten, die door een hevige hallucinatie De Wolf niet kan stoppen. Vivi schiet hem te redding en geeft hem het pistool om De Wolf dood te schieten. Ethan weigert, omdat hij nu eens zijn familie verkiest boven zijn carrière. Hij breekt hiermee zijn deal met Vivi.
Uit sympathie voor de agent, stuurt Vivi hem tijdens kerstmis alsnog de laatste injectie om zich te genezen. Hij brengt deze kerst in alle rust door met Zoey en Christine.

## Rolverdeling
- Kevin Costner als Ethan Renner
- Hailee Steinfeld als Zoey Renner
- Amber Heard als Vivi Delay
- Connie Nielsen als Christine Renner
- Tómas Lemarquis als De Albino
- Richard Sammel als De Wolf
- Marc Andréoni als Mitat Yilmaz
- Bruno Ricci als Guido
- Jonas Bloquet als Hugh
- Eriq Ebouaney als Jules